# Naturschutzgebiet Kiebitzbrack
Das Naturschutzgebiet Kiebitzbrack liegt in den Vierlanden  auf der Grenze der Hamburger Stadtteile Kirchwerder und Neuengamme, in den Gemarkungen Ost-Krauel und Neuengamme.
Es bildet heute den Beginn der Gose Elbe.
Die Landschaft des 29 Hektar großen Naturschutzgebietes wird von fünf Bracks geprägt, unter denen das größte, das namensgebende „Kiebitzbrack“ ist. Es hat nach Süden Verbindung zum Mittelbrack und Deichbrack. Rundbrack und Langenbrack liegen im Osten des Gebietes. 
Im Südosten ist das Naturschutzgebiet Kiebitzbrack durch den Elbdeich vom außendeichs gelegenen Naturschutzgebiet Zollenspieker getrennt, das sich von hier aus entlang der Elbe nach Westen erstreckt.
Das Naturschutzgebiet ist von landwirtschaftlich genutzten Flächen umgeben. Im Süden und Westen schließt sich überwiegend Grünland, im Norden schließen sich Acker- beziehungsweise Gartenbau-Flächen an.

## Schutzstatus
Das Kiebitzbrack wurde am 26. März 1985 durch Verordnung vom Senat als Naturschutzgebiet ausgewiesen. 
Am 22. Dezember 1999 erfolgte in einem Gebietskomplex zusammen mit dem Naturschutzgebiet Zollenspieker gemäß Richtlinie 92/43/EWG eine Benennung als Fauna-Flora-Habitat-Gebiet (FFH-Gebiet). Damit ist es als Natura-2000-Gebiet Bestandteil des europaweiten Schutzgebietssystems und wird vom Naturschutzbund Deutschland betreut.
Das Naturschutzgebiet Kiebitzbrack beinhaltet nach der Fauna-Flora-Habitat Richtlinie den Lebensraumtyp (Nr. 3150): „Natürliche eutrophe Seen mit einer Vegetation des Magnopotamions oder Hydrocharitions“.
Für das Naturschutzgebiet Kiebitzbrack sind drei Tierarten als Erhaltungsziel nach Anhang II der FFH-Richtlinie gemeldet: Der Steinbeißer (Fisch), die Zierliche Tellerschnecke und die Bauchige Windelschnecke.

## Gewässer und ihre Entstehungsgeschichte
Im 11. Jahrhundert wurde in den Vier- und Marschlanden mit Eindeichungen begonnen. Zu jener Zeit bildeten Gose Elbe und Dove Elbe den Hauptstrom der Elbe. Es kam immer wieder zu verheerenden Deichbrüchen und -unterspülungen. Durch die mit Wucht einströmenden Wassermassen kam es binnendeichs zur Auskolkung tiefer Löcher, die auch nach Ablaufen der Sturmfluten wasserführend blieben. Die so entstandenen Bracks waren so tief, dass man sie nicht wieder auffüllte und die neuen Deiche um sie herumführte. Um die Gefährdung durch Sturmfluten zu verringern, wurden zwischen 1314 und 1344 die drei Arme der Gose Elbe und 1471 auch die Dove Elbe gegen die Elbe abgedämmt. Die heutigen Gewässer im Naturschutzgebiet entstanden aus einem verlandenden Altarm der Gose Elbe und mehreren Bracks. Aus historischem Kartenmaterial lässt sich schließen, dass das Kiebitzbrack durch eine Sturmflut in der Zeit zwischen 1588 und 1594 entstand und die übrigen Bracks des heutigen Schutzgebietes zwischen Ende des 16. und Mitte des 18. Jahrhunderts entstanden sind. Alte Deichreste befinden sich nördlich des Ost-Krauler-Grabens und zwischen Kiebitz- und Rundbrack.

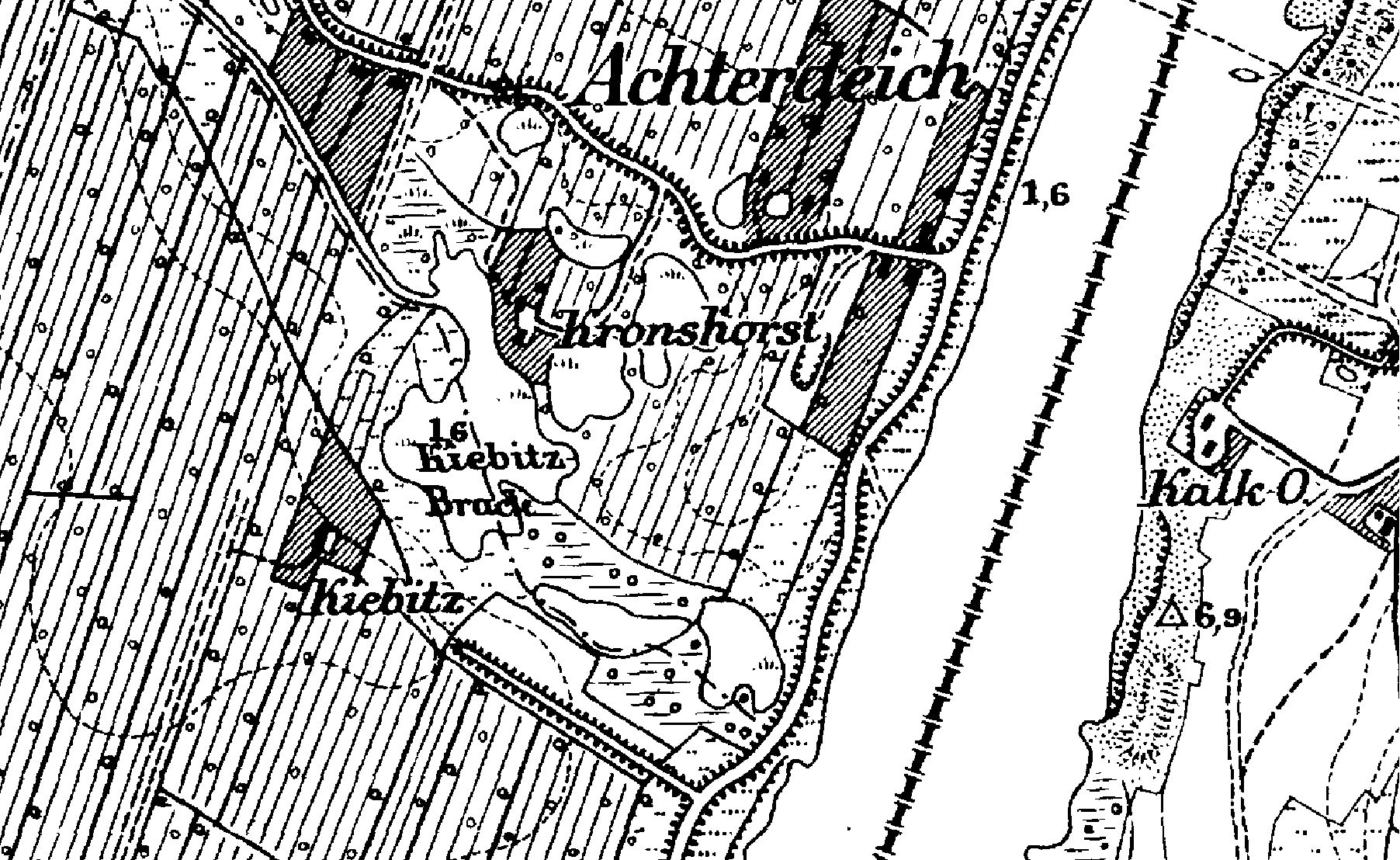
Karte des Kiebitzbracks (Preußische Landesaufnahme, 1880)

Der Gose-Elbe-Graben mündet von Norden her in das größte der sechs Bracks des Naturschutzgebietes, das circa 3,7 Hektar große Kiebitzbrack. Durch ein regelbares Wehr im etwa 100 Meter langen Grabenabschnitt innerhalb des Schutzgebietes besteht eine eingeschränkte hydraulische Verbindung zwischen dem Graben und dem Brack. Das Wehr dient vor allem einer ausreichenden Wasserhaltung im Naturschutzgebiet. Das Kiebitzbrack ist nach Südosten über einen flachen, engen Kanal mit dem gut 0,5 Hektar großen Mittelbrack verbunden und dieses wiederum mit dem ebenfalls um die 0,5 Hektar großen Deichbrack. 
Das Rundbrack (ca. 0,8 ha) und das Langenbrack (ca. 0,3 ha) im Norden des Gebietes sowie der große Waldweiher (ca. 0,03 ha) westlich vom Kiebitzbrack haben keine Verbindung zum Kiebitzbrack.
Während das Kiebitzbrack eine Tiefe von bis zu 8,3 Metern und das Rundbrack von 7 bis 8 Metern erreicht und auch das Langenbrack noch 4 bis 5 Meter tief ist, beträgt die Wassertiefe der drei übrigen Bracks (Mittel-, Deich- und Waldbrack) nur 1,5 bis 2 Meter. Die drei tiefen Bracks haben ein steiles Ufer. Der durchlichtete Flachwasserbereich bis etwa 2 Meter Tiefe (Litoral) nimmt zum Beispiel im Kiebitzbrack nur 35 Prozent der Fläche ein.

## Böden
Der nordwestliche Teil des Naturschutzgebietes mit den Gewässern Kiebitz-, Rund- und Langenbrack liegt im Bereich oberflächlich anstehender pleistozäner Auensande. Im Osten und Süden der drei Bracks sind die Sande von einer Kleischicht (toniger Schluff) überlagert. Diese bildet im gesamten Ostteil, in dem die zwei kleineren, mit dem Kiebitzbrack verbundenen Bracks liegen, den Oberboden. Südlich des Kiebitzbracks ist die Kleischicht dagegen wiederum durch jüngere, holozäne Auensand-Ablagerungen überdeckt. 

## Lebensräume
Im Westen grenzt das Naturschutzgebiet an den jetzt asphaltierten Neuengammer Marschbahndamm der ehemaligen Hamburger Marschbahn, im Osten an das Elbufer, nördlich an bebaute und südlich an unbebaute landwirtschaftliche Flächen. 
Das Gebiet wird charakterisiert durch fünf Bracks und einen Weiher mit umgebenden Röhrichten und Gehölzen, die großflächig durch Grünland verbunden sind.
Das südliche Kiebitzbrack, das Mittelbrack und Deichbrack sind von ausgedehnten Röhrichten umgeben. Das Rundbrack ist von Grünland umgeben. Das Langenbrack grenzt nördlich an bebaute landwirtschaftliche Flächen an. Das sechste, mit 300 Quadratmetern deutlich kleinere Gewässer, liegt am Westrand des Naturschutzgebietes innerhalb eines Erlenwäldchens.
Die Unterwasservegetation ist in den Bracks sehr wenig entwickelt. Die dichte Besiedlung der Flachwasserbereiche der größeren Bracks mit viel Gelber Teichrose und wenig Weißer Seerose ist vermutlich eine Folge der fortschreitenden Eutrophierung, die mit Faulschlammentwicklung und geringer Durchlichtung des Wasserkörpers einhergeht.
Die meisten Röhrichte sind als Schilfröhrichte ausgebildet. Als schmale Säume sind Kalmus- und Seggenbestände an den Ufern der großen Bracks zu finden. Am Auslauf zum Gose-Elbe-Graben wachsen artenreiche Uferstaudensäume.
Bis auf den Bereich zwischen Rund- und Langenbrack, der zur Pferdehaltung genutzt wird, werden alle Grünlandflächen als Mähwiese bewirtschaftet. Eine Besonderheit ist der große Bestand an Wilder Tulpe und Knolligem Hahnenfuß in der großen Wiese östlich des Rundbracks. Südwestlich der Brack-Kette durchziehen einige stark verlandete und von Gehölzaufwuchs beschattete Gräben die Wiesen.
Als Waldform herrscht Erlenbruchwald vor. Vom Marschbahndamm ausgehend umgibt ein kleiner Erlenbruchwald den Waldweiher. Im südlichen Randbereich befinden sich die größeren Bestände. Die Erlenbrüche auf nassen Standorten in der Umgebung des Deichbracks und um das Waldbrack sind noch relativ naturnah ausgeprägt. Die Erlenbruchreste auf trockeneren Standorten befinden sich am Marschbahndamm und entlang des Mittelbracks. Im Norden des Mittelbracks erstreckt sich ein von Schilfröhricht umgebener junger Bestand, der von Weidengebüsch durchsetzt ist. Nördlich des Erlenbruchs erstreckt sich entlang des Marschbahndamms ein Kiefern- und Fichtenforst.

## Fauna
Für Vögel, Amphibien, Fische, Libellen und Mollusken hat das Naturschutzgebiet eine besonders hohe Bedeutung.

### Vögel
Insgesamt sind für das Gebiet seit 1976 103 Vogelarten dokumentiert, die hier entweder als Brutvogel, Nahrungsgast, oder Rastvogel angetroffen wurden. Als Brutvögel oder Arten mit Brutverdacht sind 66 Arten dokumentiert, davon 41 nach 1998. Von allen Brutvogelarten werden 26 wegen ihrer Bestandsgefährdung in mindestens einer der beiden Roten Listen für Brutvögel in Hamburg oder Deutschland geführt. Hierzu gehören beispielsweise der Weißstorch, die Rohrdommel, der Eisvogel und der Pirol.
Zu den häufigsten Brutvögeln gehören Teichrohrsänger und Rohrammer, als typische Bewohner des Schilfröhrichts, sowie Zaunkönig, Amsel, Blaumeise, Fitis und Zilpzalp als Arten, die gern in lichten, besonnten Wäldern und Gehölzgruppen mit gut ausgebildeter Kraut- und Strauchschicht siedeln.

### Amphibien und Reptilien
Bei den Reptilien konnte die Waldeidechse und die Ringelnatter beobachtet werden. Von den Amphibien kommen Teichmolch, Knoblauchkröte, Erdkröte, Gras-, Moor- und Teichfrosch vor.

### Fische
Im Schutzgebiet gibt es 15 Fischarten. In allen Bracks kamen die häufigen Arten Aal, Brasse, Flussbarsch, Hecht, Karpfen (als einzige Fremdfischart) und Rotauge vor. Hervorzuheben ist das Vorkommen der gemäß FFH-Richtlinie geschützten Arten Steinbeißer, Schlammpeitzger und Bitterling.

### Libellen
Bisher wurden im Gebiet 24 Arten nachgewiesen, wovon eine Art in Hamburg vom Aussterben bedroht ist, die Keilfleck-Mosaikjungfer, und zwei gefährdet sind, die Fledermaus-Azurjungfer und die Gebänderte Heidelibelle. Der wasserseitige Rand, der um die Brack-Kette herum ausgedehnten Schilfröhrichte, ist der Lebensraum von Keilfleck-Mosaikjungfer und Frühem Schilfjäger. Die Keilfleck-Mosaikjungfer nutzt auch vornehmlich die mit Seggen bestandenen Uferbereiche des Kiebitzbracks. 

### Heuschrecken
Das Vorkommen im Schutzgebiet umfasst bisher 11 Arten, von denen zwei in Hamburg gefährdet sind: Große Goldschrecke und Sumpfschrecke. Im Westteil des Schutzgebietes zeichnet sich der Bereich zwischen Kiebitzbrack und Ost-Kraueler-Graben mit Seggenufersaum, Feuchtwiese, Brombeergebüsch, gehölz- und röhrichtgesäumtem Graben sowie Glatthaferwiese als besonders arten- und individuenreich besiedelt aus.

### Tagfalter
Der in Hamburg stark gefährdete Braunfleckige Perlmuttfalter bevorzugt Feuchtwiesen in geschützter Lage. Er kann sich dort fortpflanzen, wo die Nahrungspflanzen der Raupe, das Hunds- und das Sumpf-Veilchen  wachsen. Auch der Spiegelfleck-Dickkopffalter bevorzugt durch Gehölze geschützte Feuchtwiesen, wie sie im Schutzgebiet im Westen und Süden anzutreffen sind. Auf trockenen mageren Flächen und Säumen ist das Kleine Wiesenvögelchen und der Schwarzkolbige Braun-Dickkopffalter beheimatet. Derartige Bereiche bietet der trockene, ehemalige Deichrücken zwischen Kiebitz- und Rundbrack.

### Schnecken und Muscheln
In den Gewässern leben zwei Arten, die nach der Roten Liste Hamburgs vom Aussterben bedroht sind: Die in seggenreichen Ufersäumen lebende Bauchige Windelschnecke und die in sauerstoffreichen organischen Gewässersedimenten lebende Zierliche Tellerschnecke. Die Bauchige Windelschnecke wurde am Westufer des Kiebitzbracks gefunden, die Zierliche Tellerschnecke am Deichbrack. Beide Arten werden auch in Anhang II der FFH-Richtlinie genannt, die Zierliche Tellerschnecke zusätzlich in Anhang IV. Weiterhin wurde die Schöngesichtige Zwergdeckelschnecke (Marstoniopsis scholzi) im Kiebitzbrack festgestellt. Die Zwergdeckelschnecke besiedelt oft die Unterseite von Holz oder Schwimmblattpflanzen und findet daher im Kiebitzbrack gute Bedingungen vor.

## Erreichbarkeit
Das Naturschutzgebiet kann gut vom Marschbahndamm und vom Elbdeich eingesehen werden. Wege sind im Schutzgebiet nicht vorhanden.